# Søldarfjørður
Søldarfjørður is een dorp dat behoort tot de gemeente Runavíkar kommuna in het zuiden van het eiland Eysturoy op de Faeröer. Søldarfjørður heeft 344 inwoners. De postcode is FO 660. De vroegere naam van Søldarfjørður was Sølmundarfjørður. Er is een relatief grote nieuwe school in Søldarfjørður.

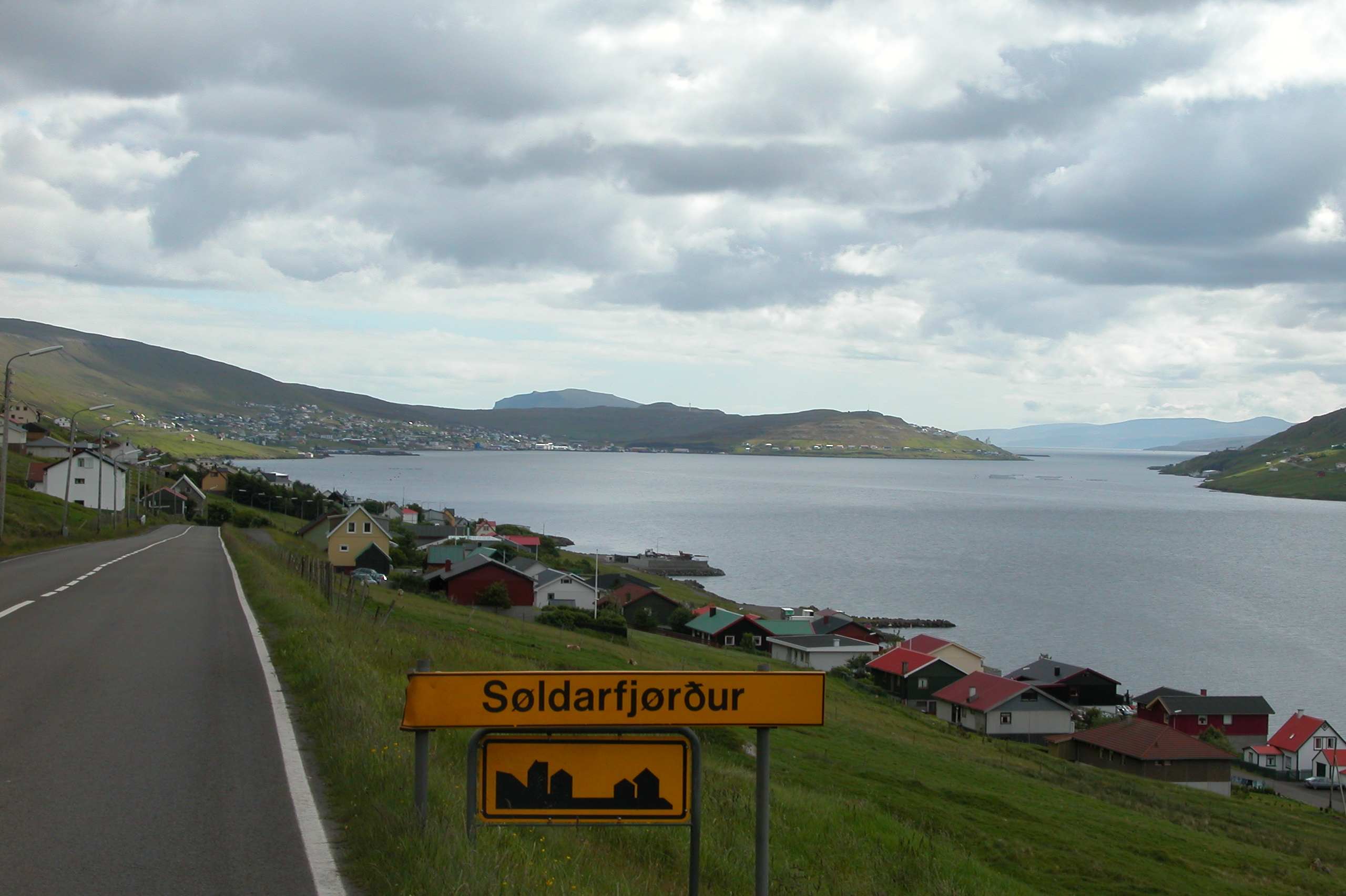
Zicht op Søldarfjørður